# ブラッケン郡 (ケンタッキー州)
ブラッケン郡（英: Bracken County）は、アメリカ合衆国ケンタッキー州の北部に位置する郡である。2010年国勢調査での人口は8,488人であり、2000年の8,279人から2.5%増加した。郡庁所在地はブルックスビル市（人口642人）であり、同郡で人口最大の都市はオーガスタ市（人口1,190人）である。1797年に設立された。

## 歴史
ブラッケン郡は1796年に、メイソン郡とキャンベル郡の一部を合わせ、州内23番目の郡として設立された。郡名は18世紀の探検家、かつ測量師であり、1773年にこの地域を訪れたウィリアム・ブラッケンに因んで名付けられた。ブラッケンは後の北西インディアン戦争の間にインディアンに殺された。当初の郡域は南のニコラス郡から北のオハイオ川まで、西はリッキング川から東はドーバーまで広がっていた。
初期開拓者の何人かはアメリカ独立戦争の退役兵であり、ペンシルベニア州から家族ともども入ってきたアブナー・ハウェルなどがいた。ハウェルは1797年にブラッケン郡で死んだ。
郡政府は1833年にオーガスタからウッドワーズクロッシング（現在のブルックスビル）に移された。
ブラッケン郡では、ベレア・カレッジを創設し、ケンタッキーでは最も著名な奴隷制度廃止運動家になったジョン・グレッグ・フィーが1816年9月9日に生まれた。フィーはオーガスタ・カレッジとレーン神学校を卒業した。1822年、オーガスタ・カレッジは世界初のメソジストのカレッジとして設立されていた。
ブラッケン郡の奴隷制度廃止運動家は地下鉄道と呼ばれた運動の中で大きな役割を果たした。オーガスタには地下鉄道の拠点がいくつかあった。逃亡奴隷に同調した市民のネットワークが、オハイオ川を渡り、近くのリプリーなど北の地域に奴隷を逃がすことを助けた。
ブラッケン郡の経済はほとんど農業に拠っていた。南北戦争前の主要作物はタバコとトウモロコシだった。白バーリー種のタバコは軽くて適応性のある葉であり、タバコ産業を革新したものだが、オハイオ州ヒギンズポート出身の農夫ウェブがセントルイスの祭りで初めて販売した。ウェブは1864年にブラッケン郡から得た種を育て、この品種を開発した。この品種は中部ケンタッキーと中部テネシーで主要作物になった。
その後も農業が経済の中心であり続け、1982年には土地の83.8%が農地だった。作物としては小麦、干し草、および牛乳があった。1988年のバーリー種のタバコ生産高は 5,406,000 ポンド (2,433,000 kg) に上った。1986年の農業生産高は19,158,000米ドルだった。

### 歴史ある学校
オーガスタ市:
- ブラッケン・アカデミー
- オーガスタ・メソジスト・カレッジ

ブルックスビル:
- セントジェームズ小学校と高校

ジャーマンタウン:
- ジャーマンタウン・カレッジ

ミルフォード:
- ミルフォー小学校と高校

## 地理
アメリカ合衆国国勢調査局に拠れば、郡域全面積は208.89平方マイル (541.0 km2)であり、このうち陸地203.22平方マイル (526.3 km2)、水域は5.67平方マイル (14.7 km2)で水域率は2.71%である。

### 隣接する郡
- クラーモント郡 (オハイオ州) - 北、オハイオ川の対岸
- ブラウン郡 (オハイオ州) - 北東、オハイオ川の対岸
- メイソン郡 - 東
- ロバートソン郡 - 南
- ハリソン郡 - 南西
- ペンドルトン郡 - 西

## 人口動態
以下は2000年国勢調査による人口統計データである。
| 基礎データ - 人口: 8,279人 - 世帯数: 3,228 世帯 - 家族数: 2,346 家族 - 人口密度: 16人/km2（41人/mi2） - 住居数: 3,715軒 - 住居密度: 7軒/km2（18軒/mi2） 人種別人口構成 - 白人: 98.48% - アフリカン・アメリカン: 0.62% - ネイティブ・アメリカン: 0.25% - アジア人: 0.06% - 太平洋諸島系: 0.04% - その他の人種: 0.21% - 混血: 0.35% - ヒスパニック・ラテン系: 0.47% 年齢別人口構成 - 18歳未満: 25.5% - 18-24歳: 8.4% - 25-44歳: 29.5% - 45-64歳: 23.0% - 65歳以上: 13.5% - 年齢の中央値: 37歳 - 性比（女性100人あたり男性の人口） - 総人口: 98.0 - 18歳以上: 95.9 | 世帯と家族（対世帯数） - 18歳未満の子供がいる: 33.5% - 結婚・同居している夫婦: 57.3% - 未婚・離婚・死別女性が世帯主: 11.3% - 非家族世帯: 27.3% - 単身世帯: 23.9% - 65歳以上の老人1人暮らし: 17.4% - 平均構成人数 - 世帯: 2.55人 - 家族: 3.00人 収入と家計 - 収入の中央値 - 世帯: 34,823米ドル - 家族: 40,469米ドル - 性別 - 男性: 31,503米ドル - 女性: 21,139米ドル - 人口1人あたり収入: 16,478米ドル - 貧困線以下 - 対人口: 10.8% - 対家族数: 7.6% - 18歳未満: 10.5% - 65歳以上: 17.3% |

## 都市と町
- オーガスタ
- ブルックスビル - 郡庁所在地
- ジャーマンタウン
- フォスター

## 教育
- オーガスタ独立教育学区、オーガスタ市
- セントオーガスティン小学校、オーガスタ市
- ブラッケン郡独立教育学区、ブルックスビル市

## 著名な出身者
- ジョージ・クルーニー、俳優、映画監督、映画プロデューサー、オーガスタで育ち、高校に通った
- ローズマリー・クルーニー、歌手、女優、オーガスタ在住、映画ホワイト・クリスマスに出演、甥はジョージ・クルーニー